# Ліпно (Зеленогурський повіт)
Ліпно (пол. Lipno) — село в Польщі, у гміні Свідниця Зеленогурського повіту Любуського воєводства.
Населення — 171 особа (2011).

## Демографія
Демографічна структура станом на 31 березня 2011 року:
|          | Загалом | Допрацездатний вік | Працездатний вік | Постпрацездатний вік |
| -------- | ------- | ------------------ | ---------------- | -------------------- |
| Чоловіки | 92      | 17                 | 69               | 6                    |
| Жінки    | 79      | 15                 | 49               | 15                   |
| Разом    | 171     | 32                 | 118              | 21                   |